# Phymatapoderus elongatipes
Phymatapoderus elongatipes es una especie de coleóptero de la familia Attelabidae.

## Distribución geográfica
Habita en Birmania  y la China.